# Владимир Ђ. Поповић
Владимир Поповић (1884 — Ница, 1928), је био црногорски правник и касније адвокат, високи државни чиновник Краљевине Црне Горе до капитулације, а касније и министар у позним емигрантским владама. Велики присталица краља Николе, а послије уједињења  и  васпоставе  црногорске  државе.  Написао  је  бројне  дипломатске меморандуме и политичко-правне расправе. Познат је и као први црногорски синеаста, јер је написао сценарио за  дугометражни филм Воскрсења не бива без смрти, инспирисаног на тему црногорске борбе против аустроугарског окупатора и касније српских трупа. Овај филм је први пут емитован у римским биоскпима 1922. године.  Никада се није вратио у земљу, већ је  преминуо у Ници 1928. године као непомирљиви непријатељ уједињења.